# أبو علي النيسابوري
أبو علي النيسابوري هو أحد رواة الحديث، اسمه أبو علي الحسين بن علي بن يزيد بن داود النيسابوري الشافعي، ولد عام 277 هـ، روى عنه إبراهيم بن أبي طالب، وعلي بن الحسين، وعبد الله بن شيرويه، وجعفر بن أحمد الحافظ، وابن خزيمة، وأحمد بن محمد الماسرجسي، وزكريا الساجي، ومحمد بن نصير، ومحمد بن جعفر القتات، وعبدان الجواليقي، والحسن بن سفيان. وحدث عنه ابن منده، والحاكم، وأبو طاهر بن محمش، وأبو عبد الرحمن السلمي، وامان أبو بكر الصبغي، وأبو الوليد حسان بن محمد. توفي سنة 349 هـ.